# Pichia nongkratonensis
Pichia nongkratonensis är en svampart som beskrevs av Nakase & Jindam. 2005. Pichia nongkratonensis ingår i släktet Pichia och familjen Pichiaceae.   Inga underarter finns listade i Catalogue of Life.